# Esther Koplowitz
Esther María Koplowitz y Romero de Juseu (Madrid, 10 d'agost de 1950) és una empresària espanyola, a més de la VII marquesa de Casa Peñalver. Segons Forbes, el març de 2013 la seva fortuna era de 1000 milions de dòlars, la qual cosa la convertia en la dissetena persona més rica d'Espanya i la 1342a del món. Té tres filles, Esther, Alicia i Carmen.

## Biografia

### Primers anys
Esther i Alicia Koplowitz són les filles d'un empresari alemany d'origen jueu originari de l'Alta Silèsia, Ernesto o Ernst Koplowitz Sternberg, que va arribar a Espanya escapant del terror nazi en la dècada de 1930 i que s'hi instal·là definitivament a principis de la dècada de 1940, i d'Esther Romero de Juseu y Armenteros, una rica hereva cubana, filla de la marquesa de Casa Peñalver, els quals van contreure matrimoni el 1946. Ernst Koplowitz havia adquirit una petita empresa constructora, Construcciones y Reparaciones, a la qual va canviar el nom per Construcciones y Contratas (Cycsa). L'empresa s'havia convertit en una pròspera empresa a la seva mort, en un accident d'equitació en el Club de Campo Villa de Madrid el 1962.

### Matrimonis
Esther Koplowitz es va casar amb Alberto Alcocer. Sis mesos després, la seva germana Alicia es va casar amb Alberto Cortina, cosí i soci del primer. Els cosins, coneguts com "els Albertos", van entrar a Cycsa i van substituir les seves esposes en el consell d'administració de la companyia, del que formaven part des de la defunció per càncer de la seva mare el 1968 (data en la qual Ramón Areces, fundador d'El Corte Inglés i amic de la família, va accedir a la presidència del grup).
El 1972, "els Albertos" van aconseguir el poder executiu de la companyia i van començar una etapa de diversificació i aliances que va dur a una expansió del grup. El 1987 Ramón Areces va deixar la companyia per discrepàncies amb "els Albertos". No obstant això, a finals de la dècada de 1980 tots dos van haver d'abandonar la companyia en sol·licitar el divorci, amb pocs dies de diferència, d'ambdues germanes.
Fruit del matrimoni van néixer tres filles, Esther, Alicia i Carmen. La parella es va divorciar el 1990. A principis de juny de 2003 va tornar a contreure núpcies amb Fernando Falcó, III marquès de Cubas, de qui es va divorciar el 2009.

### Entrada en els negocis
El 1990 Esther i Alicia van tornar al consell d'administració de Cycsa i van establir un torn rotatori al capdavant del poder executiu de la companyia. El març de 1992 Cycsa i Focsa (Fomento de Construcciones), un altre dels negocis constructors del grup dirigit per les germanes Koplowitz, del que Cycsa era el màxim accionista, es van fusionar per formar FCC (Fomento de Construcciones y Contratas), l'empresa més important del sector a Espanya. El 1998 Alicia Koplowitz va decidir abandonar la companyia i Esther va comprar a la seva germana el seu paquet accionarial a FCC (28,26%) per una suma de 136.624 milions de pessetes. Quatre mesos després, va vendre el 49% de la seva participació en FCC al grup francès Vivendi.
És vicepresidenta primera i membre del Consell d'Administració de FCC i vicepresidenta i membre del consell d'administració de Cementos Portland Valderrivas. I fins a l'agost de 2012 és consellera de la multinacional francesa Veolia.
El 13 de desembre de 1995 va engegar una fundació amb el seu nom, Fundació Esther Koplowitz, i el juny de 2013 va ser nomenada presidenta de la Fundació Madrid Vivo.

### Col·leccionisme
Afeccionada al col·leccionisme d'art, posseeix diverses obres importants, de Goya, El Bosco, Tsuguharu Foujita i altres artistes. L'agost de 2001 van robar disset d'aquestes pintures del seu domicili, amb la implicació d'un empleat de seguretat de la casa. Entre els quadres robats figuraven La caiguda i El gronxador de Goya, valorats cadascun llavors en 2.000 milions de pessetes per fonts de la recerca.

## Títols nobiliaris
Les germanes Esther i Alicia van heretar de la seva mare, morta el 1968, un comtat i tres marquesats. A més, en els tribunals de justícia van aconseguir el marquesat del Real Socorro el 1971 per a Alicia, i el comtat de Peñalver per a Esther el 1988. Així, Esther va obtenir els títols de marquesa de Casa Peñalver, marquesa de Campo Florido i comtessa de Peñalver. Aquests dos últims els va cedir a les seves filles Carmen Alcocer y Koplowitz, actual comtessa de Peñalver i Alicia Alcocer y Koplowitz, ara marquesa de Campo Florido.

## Condecoracions i premis
El 13 de juliol de 2001 el Consell de Ministres li va atorgar la Gran Creu de l'Orde del Mèrit Civil per la seva trajectòria en el suport a obres socials. El juny de 2012 va ser condecorada amb la insígnia de cavaller de la Legió d'Honor de la República Francesa per la seva trajectòria empresarial i la seva filantropia. L'octubre de 2008 va ser guardonada amb el XV Premi Blanquerna, que atorga la Generalitat de Catalunya, en reconeixement de la seva contribució al desenvolupament, la promoció, el coneixement i la projecció de Catalunya.
El maig de 2013 el Consell de Ministres li va atorgar la Gran Creu de l'Ordre Civil al Mèrit Ambiental. El juliol de 2013 l'Ajuntament de Barcelona li va lliurar la Medalla d'Or al Mèrit Científic. El novembre de 2014 va recollir la Medalla d'Or al Mèrit en el Treball. El 26 de desembre de 2014 va ser condecorada amb la Gran Creu de l'Orde d'Alfons X el Savi.